# Ali Akbaş
Ali Paşa Akbaş (* 1965) ist ein deutscher Unternehmer. Er ist Initiator und Besitzer des deutsch-türkischen Fernsehsenders Kanal Avrupa und Chef der Akbaş Media, einem der größten Vertriebe für türkische Musik in Europa. Darüber hinaus betreibt er ein Label für folkloristische Musik in der Türkei.
Mit der Gründung seines TV-Kanals wollte Akbaş eigenen Angaben zufolge den Türken und Türkeistämmigen in Deutschland und Europa eine „Medienheimat“ geben, die sie zum Zeitpunkt der Gründung von Kanal Avrupa weder in türkischen noch in deutschen Fernsehkanälen hätten finden können. Auch nutzt er den Sender als Werbeplattform für seine Musik.

## Einzelbelege
1. ↑  Die Stimme der Fremde. In: sueddeutsche.de. Abgerufen am 24. Dezember 2014.
2. ↑  netzeitung.de Von Duisburg bis nach Istanbul (Memento vom 22. Mai 2006 im Internet Archive)
3. ↑  Integrationshelfer  Kanal Avrupa ist die erste deutsch-türkische TV-Station (Memento vom 12. Juli 2007 im Internet Archive)
4. ↑  zitiert nach Carsten Winter und Andreas Hepp: Theorien der Kommunikations- und Medienwissenschaft, 2008, S. 293

| Personendaten    | Personendaten                        |
| ---------------- | ------------------------------------ |
| NAME             | Akbaş, Ali                           |
| ALTERNATIVNAMEN  | Akbaş, Ali Paşa (vollständiger Name) |
| KURZBESCHREIBUNG | deutscher Unternehmer                |
| GEBURTSDATUM     | 1965                                 |